# Ingelstad
För andra betydelser, se Ingelstad (olika betydelser).
Ingelstad är en tätort i Östra Torsås distrikt Växjö kommun i Kronobergs län. Den moderna tätorten växte fram som ett stationssamhälle som anlades vid kvarnställen på gränsen mellan de gamla byarna Ingelstad och Torsås, och tätorten omfattar nu delar av de gamla byarnas ägor. Tätortens namn skiljer sig från distriktets namn (Östra Torsås distrikt), eftersom tätortens centrum hamnade på Ingelstads ägor, medan kyrkan ligger i det ursprungliga Torsås. I Ingelstad så finns det en grundskola.  

## Befolkningsutveckling
| Befolkningsutvecklingen i Ingelstad 1960–2020 | Befolkningsutvecklingen i Ingelstad 1960–2020 | Befolkningsutvecklingen i Ingelstad 1960–2020 | Befolkningsutvecklingen i Ingelstad 1960–2020 | Befolkningsutvecklingen i Ingelstad 1960–2020 |
| --------------------------------------------- | --------------------------------------------- | --------------------------------------------- | --------------------------------------------- | --------------------------------------------- |
|                                               |                                               |                                               |                                               |                                               |
| År                                            |                                               |                                               | Folkmängd                                     | Areal (ha)                                    |
| 1960                                          | 1960                                          |                                               | 586                                           |                                               |
| 1965                                          | 1965                                          |                                               | 708                                           |                                               |
| 1970                                          | 1970                                          |                                               | 894                                           |                                               |
| 1975                                          | 1975                                          |                                               | 1 112                                         |                                               |
| 1980                                          | 1980                                          |                                               | 1 699                                         |                                               |
| 1990                                          | 1990                                          |                                               | 1 795                                         | 191                                           |
| 1995                                          | 1995                                          |                                               | 1 748                                         | 196                                           |
| 2000                                          | 2000                                          |                                               | 1 647                                         | 198                                           |
| 2005                                          | 2005                                          |                                               | 1 655                                         | 198                                           |
| 2010                                          | 2010                                          |                                               | 1 674                                         | 211                                           |
| 2015                                          | 2015                                          |                                               | 1 762                                         | 199                                           |
| 2020                                          | 2020                                          |                                               | 1 894                                         | 226                                           |
|                                               |                                               |                                               |                                               |                                               |

## Samhället
I Ingelstad ligger Östra Torsås kyrka, Inglinge hög och Ingelstad skola, med skolbibliotek. 
Prästabacken i Ingelstad används vintertid till pulka- och skidåkning. Den har också en lift. I närheten finns en grillplats.
Sikabacken är en badplats och traditionell dansbana som ligger i utkanten av tätorten. 

## Historia
Namnet Ingelstad kommer från den äldre byn Ingelstad, vars ägor omfattade den nuvarande tätortens västra del. De två centrala byarna i Östra Torsås socken var Ingelstad och Torsås, som möttes vid ån, som nord‑sydligt delar socknen. Vid ån fanns kvarnar, skvaltkvarnar och en barkstamp.
Denna kvarnansamling, som låg i Ingelstads ägors västra utkant och i Torsås östra utkant, var alltså ursprungligen inte en by. År 1897 drogs genom Ingelstads västra utkant, vid kvarnarna, Växjö–Tingsryds Järnväg. Den moderna tätorten växte fram som ett stationssamhälle, med station och lanthandel.Stationssamhället Ingelstad utvidgades senare österut tills det växte ihop med västra delen av den tidigare kyrkbyn Torsås, som därefter kom att uppfattas som en del av tätorten Ingelstad.
Statistiska centralbyråns definition av tätorten Ingelstad omfattar delar av det gamla Ingelstad och delar av det gamla Torsås (inklusive kyrkan), men många gårdar i de gamla byarna Ingelstad och Torsås ligger väster respektive öster om SCB‑tätorten Ingelstad. Stora delar av den moderna tätorten ligger i områden som tidigare var skogbevuxna. 
Den historiska bakgrunden med stationssamhällets framväxt vid gränsen mellan byarna Ingelstad och Torsås förklarar begreppsförvirringen mellan tätortens namn (Ingelstad) och distriktets (tidigare församlingens) namn som är Östra Torsås. ”Östra” i namnet på distriktet (tidigare församlingen) lades till på 1800‑talet för att särskilja församlingen från Västra Torsås.
Ortens mest betydande industri var i flera generationer fram till nedläggningen 2008 en tillverkningsindustri som i tur och ordning drevs av Albrekts, Electrolux och Carrier.